# Renegatul sau un spirit confuz
„Renegatul sau un spirit confuz” (în franceză Le Renégat ou un esprit confus) este o povestire a scriitorului francez Albert Camus. Ea a fost publicată pentru prima dată în 1957, ca parte dintr-o colecție intitulată Exilul și împărăția (L'exil et le royaume). Povestirea este formată dintr-un monolog lung al unui misionar creștin care cade într-o stare de negare, delir și halucinație după ce trăiește martiriul provocat de un trib de nomazi animiști din deșert pe care a vrut să-l evanghelizeze.

## Rezumat
"Renegatul" este una dintre cele mai obscure și confuze povestiri publicate în Exilul și împărăția. Povestea începe cu naratorul, care și-a pierdut cumva limba, așteptând în deșert cu o pușcă. O mare parte din ceea ce spune naratorul la începutul poveștii nu este explicată decât mult mai târziu.
După paginile de deschidere în deșert, care se petrec în prezent, naratorul relatează evenimente din trecutul său care încep să explice situația sa actuală. Naratorul, un catolic francez dintr-un sat protestant situat în regiunea Masivului Central, a părăsit Franța pentru a lucra ca misionar creștin în rândul triburilor din orașul închis Taghaza (aflat astăzi în Mali). Mentorul său îl avertizează că încă nu este pregătit pentru o astfel de sarcină, dar în încăpățânarea sa auto-mărturisită se hotărăște să meargă oricum. La sosire, călăuza sa îl bate și-l jefuiește, abandonându-l în deșert.
Naratorul are parte de mai multe nenorociri după ce ajunge la Taghaza, fiind închis și bătut de către bărbații și femeile acelui trib. După mai multe zile de izolare, el este dus în Casa Idolului unde vraciul tribului și mai mulți bărbați și femei realizează un ritual de închinare în fața Idolului. În timpul ritualurilor, naratorul și mulți alții sunt abuzați fizic și mental. În cele din urmă, naratorul este convertit de tribul pe care vruse să-l evanghelizeze. El se leapădă de Hristos, refuzând să creadă în dreptatea lui și declară că Idolul și puterea urii sunt singurele puteri adevărate din lume.
Naratorul se referă la o anumită zi, când vraciul vine fără mască și aduce cu el o femeie în Casa Idolului. Femeia are un tatuaj pe față cu imaginea Idolului și este lăsată prosternată la podea în fața idolului, iar vraciul pleacă. Se presupune că aici naratorul încearcă să posede femeia (deși nimic nu este descris explicit), dar este prins de vraciul care se întorsese cu mai mulți bărbați. Ei îl bat și-i taie limba, făcându-l să cadă fără cunoștință pe podea.
După un timp, naratorul află că un alt misionar urmează să fie trimis pentru a avea grijă de copiii din Taghaza, urmând să i se asigure siguranța de către o garnizoană de douăzeci de soldați francezi (posibil ca rezultat al dispariției naratorului). Aflând acest lucru, el decide să evadeze cu o zi înainte ca misionarul să sosească și fură o pușcă pentru a-l ucide pe misionar. Prin uciderea misionarului, naratorul intenționează să instige un conflict între francezi și trib. Decizia sa nu este un gest de răzbunare pe răpitorii săi, ci pentru a da tribului o șansă de a cuceri întreaga Europă și de a-și răspândi învățăturile religioase.
În cele din urmă, misionarul și călăuza sa apar la orizont, iar naratorul trage în direcția lor. Rănindu-și ținta, naratorul se apropie și-l bate pe misionar până ce-l ucide. Naratorul comentează cât de bine se simte lovind fața bunătății cu patul de pușcă. La puțină vreme după moartea misionarului sosesc membrii tribului alertați de focurile sale de armă.
Povestea se termină cu recapturarea, tortura și executarea naratorului. Naratorul se compară cu martirizatul Hristos; întrebându-se de ce Idolul l-a părăsit și declarându-și iubirea pentru cuiele care-L răstignesc. Atunci când naratorul își dă seama că Idolul nu vine să-l salveze și că puterile "bune" sunt câștigătoare, el se întreabă dacă a făcut o greșeală și a ales partea greșită. El încearcă să se reconvertească în grabă la partea bună și miloasă, dar narațiunea lui se termină cu murmurul său. Narațiunea trece la un punct de vedere exprimat la persoana a III-a pentru linia de final: "Un pumn de sare îi umplu gura sclavului flecar".

## Stil
Stilul folosit de Camus în "Renegatul" este reprezentativ pentru naratorul fictiv și poate fi uneori dificil de descifrat. Povestirea este scrisă dintr-o perspectivă la persoană I, iar, la fel ca și naratorul, limbajul este confuz, incoerent și dezorganizat; lăsând cititorul să pună cap la cap faptele din monologul isteric și nevrotic.

## Teme majore

### Religia
Camus însuși era un ateu. În eseul său "Mitul lui Sisif", Camus afirma că credința religioasă este o formă de sinucidere; o distragere a atenției de la realitate în care individul acceptă absurdul și abandonează rațiunea și logica. În "Renegatul", Camus portretizează natura absurdă a religiei. Evenimentele care provoacă naratorului cele mai mari suferințe: pierderea limbii, presupusa execuția a sa și hotărârea sa de a-și părăsi casa și de a călători la Taghaza sunt toate rezultatele deciziei sale care i se pare dreaptă în conformitate cu convingerile sale religioase de la acel moment.
Există, de asemenea, juxtapunerea absurdă dintre perceputa dreptate a religiei și mijloacele violente și dăunătoare de care tribul și naratorul se folosesc pentru a-o realiza. Este prezentă, de asemenea, noțiunea absurdă că virtutea creează păcatul. În casa Idolului, tribul i-o prezintă naratorului pe femeie, femeia i se supune și tribul nu încearcă să-l oprească, dar după ce naratorul trece la fapte, el este pedepsit imediat cu severitate.
La sfârșit, atunci când naratorul se compară cu Isus pe cruce, există de asemenea paralela că acțiunile naratorului vor cauza mai multe vărsări de sânge; la fel cum răstignirea lui Isus a dus la un război care continuă și astăzi.

### Puterea și asuprirea
De-a lungul povestirii iese în evidență tema dominării și a asupririi. Naratorul călătorește la Taghaza cu intenția de a-i converti pe localnici la propriile sale convingeri. Odată capturat de trib, naratorul este asuprit fizic și psihic de către răpitorii săi până când se cedează voinței lor. În mai multe puncte, naratorul spune că vrea să fie jignit și asuprit pentru ca astfel să poată să lupte și să preia controlul acțiunilor și vieții sale, depășind adversitățile îndreptate împotriva lui.

## Traduceri în limba română
- "Renegatul sau un spirit confuz", în vol. Exilul și împărăția (Editura pentru Literatură, București, 1968) - traducere de Irina Mavrodin